# 神山茂
神山 茂（かみやま しげる、1936年10月19日 - 2024年11月18日）は、日本の実業家。株式会社ジャステック創業者・取締役会長。元情報サービス産業協会副会長。藍綬褒章受章。

## 人物・来歴
山梨県立甲府第一高等学校を経て、1960年横浜国立大学教育学部数学科卒業、伊藤忠電子計算機（現伊藤忠テクノソリューションズ）入社。1962年日本ビジネスオートメーション（現東芝情報システム）入社。1971年ジャステックを設立し、代表取締役社長に就任。1997年情報サービス産業協会理事。2002年日本経済団体連合会評議員。2003年には東京証券取引所市場第一部に上場。2007年情報サービス産業協会副会長。2010年ジャステック取締役会長。2011年藍綬褒章受章。山梨県人会連合会副会長なども務めた。
2024年11月18日、病気のため死去。88歳没。